# Chinesische Badmintonmeisterschaft 2018
Die Chinesische Badmintonmeisterschaft 2018 fand vom 7. bis zum 15. August 2018 in Nanchang statt. 

## Sieger und Platzierte
| Disziplin    | Gold                    | Silber                     | Bronze                    |
| ------------ | ----------------------- | -------------------------- | ------------------------- |
| Herreneinzel | Zhang Weiyi             | Bai Yupeng                 | Weng Hongyang             |
| Herreneinzel | Zhang Weiyi             | Bai Yupeng                 | Wu Xin                    |
| Dameneinzel  | Zhou Meng               | Hui Xirui                  | Wang Zhiyi                |
| Dameneinzel  | Zhou Meng               | Hui Xirui                  | Xu Wei                    |
| Herrendoppel | Chai Biao Zhang Wen     | Di Zijian Wang Chang       | Pei Tianyi Gao Xiangcheng |
| Herrendoppel | Chai Biao Zhang Wen     | Di Zijian Wang Chang       | Zhu Haiyuan Xie Haonan    |
| Damendoppel  | Xia Yuting Liu Xuanxuan | Jiang Binbin Tang Pingyang | Luo Yu Lyu Yongbei        |
| Damendoppel  | Xia Yuting Liu Xuanxuan | Jiang Binbin Tang Pingyang | Wu Qianqian Li Jianqiao   |
| Mixed        | Pei Tianyi Wu Qianqian  | Di Zijian Liu Xuanxuan     | Shi Longfei Tang Pingyang |
| Mixed        | Pei Tianyi Wu Qianqian  | Di Zijian Liu Xuanxuan     | Zheng Xuhui Wei Yaxin     |